# ラヴェーナ・ポンテ・トレーザ
ラヴェーナ・ポンテ・トレーザ（伊: Lavena Ponte Tresa）は、イタリア共和国ロンバルディア州ヴァレーゼ県にある、人口約5,800人の基礎自治体（コムーネ）。

## 地理

### 位置・広がり

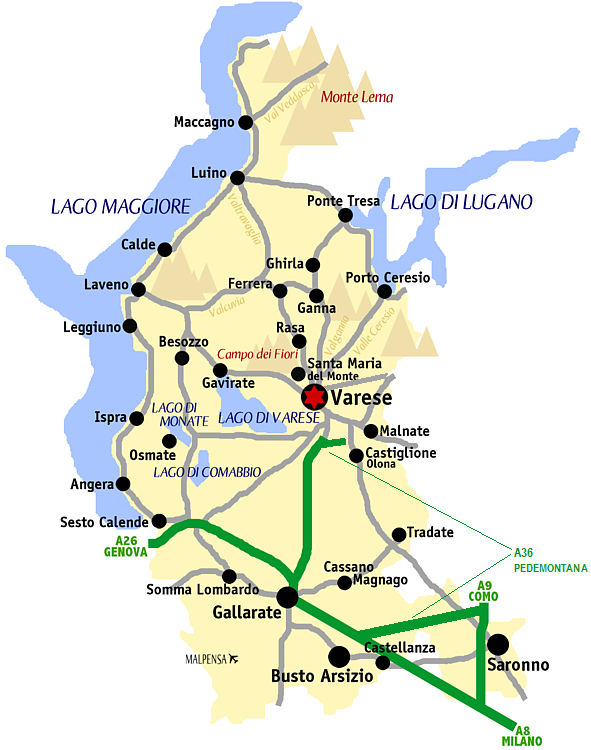
ヴァレーゼ県概略図

#### 隣接コムーネ
隣接するコムーネは以下の通り。括弧内のCH-TIはスイスティチーノ州所属を示す。
- ブルジンピアーノ
- カデリアーノ＝ヴィコナーゴ
- Caslano (CH-TI)
- Croglio (CH-TI)
- マルツィオ
- Ponte Tresa (CH-TI)

### 地震分類
イタリアの地震リスク階級 (it) では、4 に分類される
。

## 姉妹都市
- アクイローニア、イタリア
- カリトリ、イタリア
- ラチェドーニア、イタリア
- メゾラーカ、イタリア
- Zalău、ルーマニア